# Венозная рапана
Рапана, или венозная рапана (лат. Rapana venosa) — вид хищных брюхоногих моллюсков. Изначально этот вид обитал в заливе Петра Великого (Дальний Восток) и у берегов Японии, однако в первой половине XX века рапана была занесена в Чёрное море, по некоторым сведениям, на днищах переброшенных в 1947 году из Японского моря советских торпедных катеров. По причине отсутствия в море естественных врагов, например, морской звезды, популяция моллюсков очень разрослась и нанесла большой ущерб фауне Чёрного моря. В частности, рапана массово поедает промысловых моллюсков — мидию и устрицу. В дальнейшем из-за интенсивных морских перевозок территория обитания рапаны сильно расширилась и сейчас включает всё Средиземное и Северное море, а также Чесапикский залив и эстуарий Ла-Платы.

## Описание раковины
Раковина Rapana venosa сферическая, короткая и с большим завитком. Цвет варьирует от серого до красно-коричневого c темно-коричневыми полосами на спиральных ребрах. Многие образцы имеют черные прожилки на раковине. Изнутри раковина ярко-оранжевая.
Диаметр раковины дальневосточной рапаны может достигать 180 мм. Черноморской — 120 мм.

## Жизненный цикл
Достигает половозрелости в возрасте от 2 (черноморские рапаны) до 5 лет (дальневосточные рапаны). Нерест моллюсков длится с начала июля по середину августа и обычно продолжается 15 — 20 суток. В кладке содержится 100—500 коконов, имеющих форму стручка, белого или светло-сиреневого цвета, в каждом коконе от 200 до 1000 яиц. Длина одного кокона от 15 до 42 мм.
Развитие зародышей рапаны внутри кокона продолжается от 2 до 3 недель, после чего личинка оседает. Размер личинки 1,7 мм. Зародышевая раковина — мягкая и гладкая.
Быстро растет первый год, затем рост замедляется. Возраст можно определить по годовым кольцам на оперкулуме. Отдельные особи достигают возраста 12 лет.
Питается мелкими двустворчатыми моллюсками, раковины которых она просверливает с помощью радулы или открывает с помощью мускульной силы ноги.

## Хозяйственное значение
В предыдущие годы основное использование рапаны заключалось в изготовлении сувениров из её раковины. В настоящее время мясо моллюска используется в пищу, в связи с чем осуществляется его промышленная добыча.